# Ami Yamato
Ami Yamato（アミ ヤマト）は、YouTubeで活動する日本のバーチャル動画ブロガー。動画の中で、彼女は3Dアニメーションキャラクターの体でVlogを行っているが、自身がアニメーションであることに自覚的ではない。2011年の春に日本を離れ、現在はイングランドのロンドンに居住している。スターバックスに対する愛好心の発信と、世界の出来事に対するコメントを動画の内容としている。『バック・トゥ・ザ・フューチャー』を主題とした動画で、Yamatoはアラン・メリクジャニアンとコラボレーションした。